# Pomorski peljar
Pomorski peljar ili pomorski pilot je osoba koja posjeduje licenciju za usidravanje raznih plovila kao primjerice cruisera, putničkih brodova, teretnih brodova ili jahti i sigurno ih sidri u luci odredišta.
Pomorski peljar na komandnim mostu brodova ima punu nadzor nad upravljanjem i općenito pomažu u radu tegljaču ili i nad njim. Prisutnost peljara na brodu jasno je označena međunarodnim pomorskim signalnim zastavama sa slovom H (hotel)

## Vanjske poveznice
- Udruga pomorskih peljara Hrvatske  Arhivirana inačica izvorne stranice od 5. rujna 2013. (Wayback Machine)
- novi-tjednik  Arhivirana inačica izvorne stranice od 12. ožujka 2010. (Wayback Machine)